# Edward Neville Syfret
Pour les articles homonymes, voir Edward Neville.
Edward Neville Syfret (20 juin 1889 – 10 décembre 1972) est un officier supérieur de la Royal Navy ayant servi dans les deux guerres mondiales.

## Carrière
Fils d'Edward Ridge Syfret, originaire du Cape, en Afrique du Sud, Syfret est diplômé du Diocesan College et du Britannia Royal Naval College. Syfret rejoint la Royal Navy en 1904 et se spécialise dans l'artillerie navale. Au cours de la Première Guerre mondiale, il devient officier de tir dans les croiseurs légers HMS Aurora, HMS Centaur et HMS Curacoa. En 1927, il est officier de la flotte navale de la Mediterranean Fleet.
Syfret sert pendant la Seconde Guerre mondiale en tant que capitaine du HMS Rodney. En 1939, il devint secrétaire de la marine. Devenu commandant du 18e escadron de croiseurs de la Home Fleet en 1941, il commanda les forces navales lors de l'opération Ironclad, lors de l'invasion de Madagascar en mai 1942 et commanda le convoi de l'opération Pedestal, une opération destinée à ravitailler l'île de Malte assiégé. Dans l'année, il fut nommé commandant de la Force H, puis en 1943, devint vice-chef d'état-major de la marine.
Après la guerre, il devint commandant en chef de la Home Fleet ; il prit sa retraite en 1948.